# Diadema di Stato di Giorgio IV

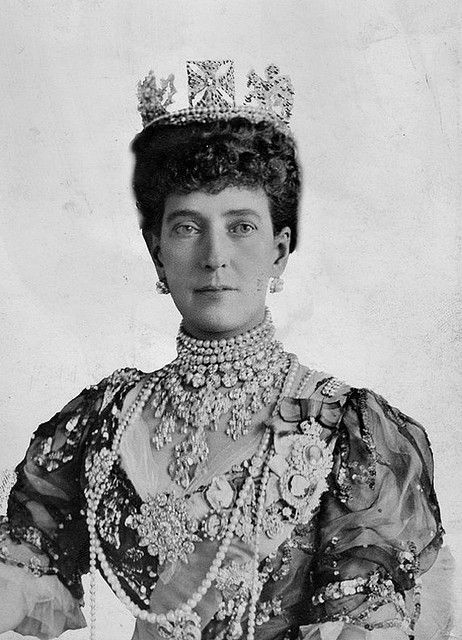
La regina Alessandra col diadema.

Il Diadema di stato di Giorgio IV o Diadema di diamanti è uno dei gioielli reali britannici più preziosi dell'intera collezione, indossato da quasi tutte le regine, consorte o monarca, a partire da Adelaide di Sassonia-Meiningen alla regina Camilla. 

## Storia
Nel 1820 in occasione della propria incoronazione, re Giorgio IV fece realizzare il diadema, che avrebbe dovrebbe dovuto indossare durante le processioni d'entrata nell'Abbazia di Westminster, luogo tipico dell'incoronazione del sovrano britannico. Il diadema include 169 perle e 1333 diamanti, dal peso di 325.75 carati, mentre il disegno del gioiello rappresenta rose, cardi e trifogli che sono rispettivamente i simboli dell'Inghilterra, della Scozia e dell'Irlanda.

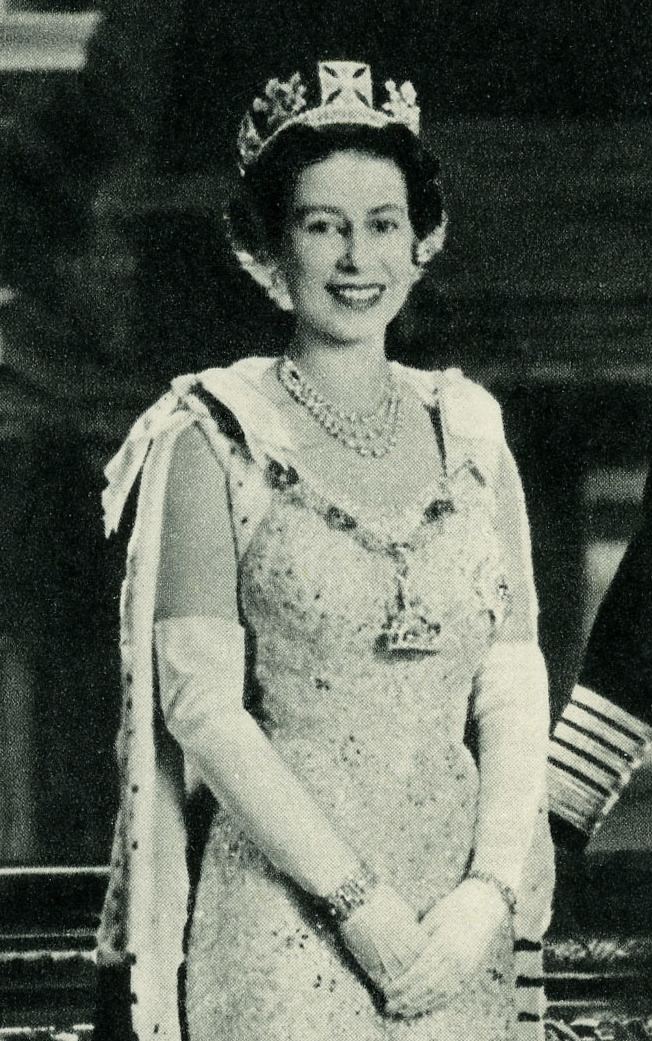
Elisabetta II col diadema, nel 1963.

Alla morte di Giorgio IV, avvenuta nel 1830, il diadema passò nelle mani della cognata del re, la nuova regina Adelaide moglie di re Guglielmo IV, la quale si fece ritrarre indossando il diadema; ben presto però re Guglielmo morì e il trono passò alla nipote Vittoria, la quale riutilizzò il diadema in occasione della propria incoronazione nel 1838. Dopo la morte del Principe consorte Alberto, la regina Vittoria non indossò più il diadema. Nel 1901 la regina morì e così il gioiello passò alla regina Alessandra di Danimarca, che lo lasciò poi alla nuora Mary di Teck nel 1911 quando divenne regina. Nel 1936 quando a salire al trono furono Giorgio VI ed Elisabetta, il diadema non fu mai indossato pubblicamente dalla regina, al contrario della figlia, che salita al trono col nome di Elisabetta II nel 1953, indossò il diadema numerose volte.
Per la sua prima apertura del Parlamento, indossò il diadema visto che non poteva indossare la corona Imperiale di Stato, visto che non era ancora stata incoronata. Per il resto del suo regno, portò il gioiello durante le aperture parlamentari o per posare in numerose fotografie o dipinti ufficiali, fra cui anche le stampe delle monete e banconote del Regno Unito e di tutto il Commonwealth, sulle quali Elisabetta II era ritratta mentre indossava il diadema, come del  Canada, dell'Australia, delle Bermuda, di Hong Kong, dell'Honduras britannico, e di tutti i territori caraibici inglesi tra cui Trinidad e Tobago, Barbados, Anguilla, Saba, Saint Kitts e Nevis, Antigua, Saint Lucia, Dominica, Saint Vincent e Grenadine, Guyana britannica e Isole Vergini britanniche, Mauritius, Cipro, Rodesia e Nyasaland, Figi, Belize, Bahamas, Malta, Malaya, Borneo e Giamaica.